# 1999 في ماليزيا
فيما يلي قوائم الأحداث التي وقعت خلال عام 1999 في ماليزيا.

## سياسة

### تعيين في المنصب
- 29 يناير – عبد الله أحمد بدوي نائب رئيس وزراء ماليزيا [الإنجليزية]‏.

## رياضة
- 1 يناير – بطولة آسيا لكرة القدم الخماسية 1999
- 1 يناير – جائزة ماليزيا الكبرى للدراجات النارية 1999
- 1 يناير – دوري كرة القدم الماليزيي الممتاز 2 1999 الفائز نادي جوهر درول تقسيم 2.
- 17 أكتوبر – جائزة ماليزيا الكبرى 1999 الفائز إدي إيرفين.

## مواليد

### يونيو
- 10 يونيو – أنور إبراهيم

## وفيات

### أكتوبر
- 21 أكتوبر – جون ديفيز (مواليد 1925)